# Las Cuevecitas
Las Cuevecitas es una entidad de población perteneciente al municipio de Candelaria, en la isla de Tenerife —Canarias, España—.

## Características
Está situado en el interior del valle de Güímar, en la parte alta del municipio y a unos cinco kilómetros del casco urbano de Candelaria. Alcanza una altitud media de 782 m s. n. m., abarcando su superficie una amplia zona natural de la cual gran parte se encuentra incluida en los espacios naturales protegidos del Parque Natural de la Corona Forestal, del Paisaje Protegido de las Siete Lomas y de los Montes de Utilidad Pública Chivisaya y Fayal, Valle y Chafa.
El barrio cuenta con un parque infantil, una plaza pública, una iglesia dedicada a San Andrés Apóstol, un centro cultural, un centro social, instalaciones deportivas —polideportivo y terrero insular de lucha canaria— y con un colegio público. Aquí se encuentran también una Casa Forestal del Gobierno de Canarias y el Albergue Rural Finca La Paz.
En la localidad se encuentra el conocido como Pino de Cuevecitas, un ejemplar de pino canario Pinus canariensis con más de 300 años de antigüedad y que es considerado uno de los símbolos de identidad del barrio.

## Demografía
| Año        | 2000 | 2001 | 2002 | 2003 | 2004 | 2005 | 2006 | 2007 | 2008  | 2009  | 2010  | 2011  | 2012  | 2013  |
| ---------- | ---- | ---- | ---- | ---- | ---- | ---- | ---- | ---- | ----- | ----- | ----- | ----- | ----- | ----- |
| Habitantes | 675  | 688  | 780  | 815  | 879  | 911  | 971  | 987  | 1.031 | 1.070 | 1.093 | 1.152 | 1.175 | 1.121 |

## Fiestas
Las Cuevecitas celebra fiestas en el mes de mayo en honor a la Virgen de la Rosa, y en noviembre a San Andrés.

## Comunicaciones
Se llega al barrio principalmente a través de la Vía Cabildo (sección 4) TF-247.

### Transporte público
En autobús —guagua— queda conectado mediante la siguiente línea de TITSA: 
| Línea | Trayecto                                             | Recorrido                                                          |
| ----- | ---------------------------------------------------- | ------------------------------------------------------------------ |
| 121   | Santa Cruz - Güímar (por Arafo)                      | Horario/Línea                                                      |
| 123   | Santa Cruz - Araya (por Las Caletillas y Candelaria) | Horario/Línea Archivado el 29 de julio de 2016 en Wayback Machine. |
| 127   | Taco - Güímar (por Barranco Hondo y Candelaria)      | Horario/Línea                                                      |

### Caminos
Desde Las Cuevecitas parte uno de los caminos homologados de la Red de Senderos de Tenerife:
- SL-TF 296.1 Barranco El Rincón.[7]

## Lugares de interés
- Albergue Rural Finca La Paz
- Pino de Cuevecitas